# ريتشارد ساندرز
ريتشارد ساندرز (بالإنجليزية: Richard Sanders)‏ (14 يوليو 1949)؛ صحفي وروائي أمريكي.